# Mandapa

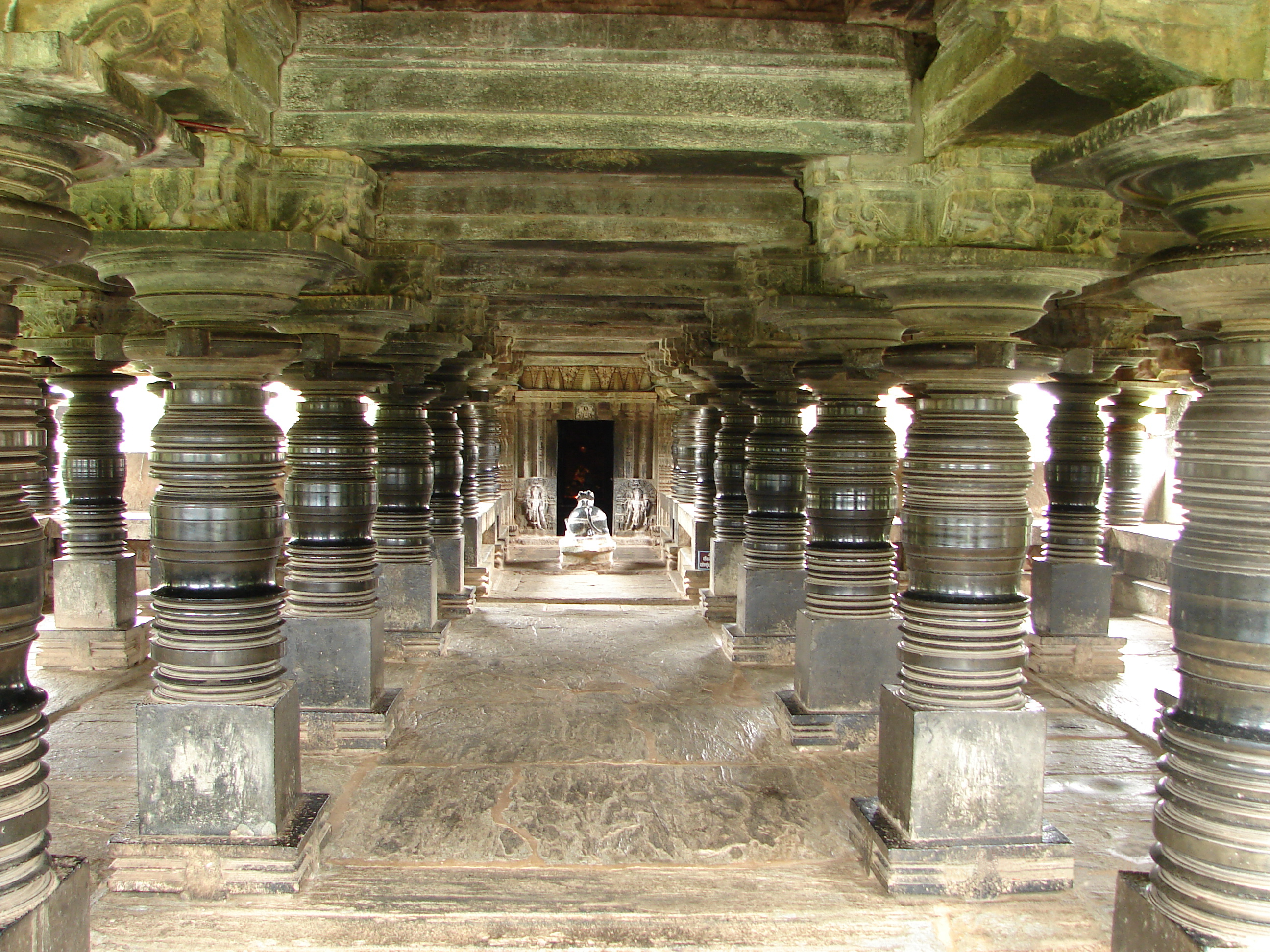
Mandapa i Ugranarasimha templet

Mandapa (मंडप i Hindi/Sanskrit också stavat mantapa eller mandapam) är i indisk arkitektur en öppen sal med pelare och tak. Mandapa är främst förknippat med hinduiska tempelkomplex där Mandapan finns framför ingången och tjänar som scen för bland annat religiösa danser och musik.
Mandapas beskrivs som "öppna" eller "stängda" beroende på om de har väggar. I tempel ligger en eller flera mandapas mycket ofta mellan helgedomen och tempelingången, på samma axel. I ett stort tempel kan andra mandapas placeras vid sidorna eller lösa i tempelområdet.

## Tempelarkitektur

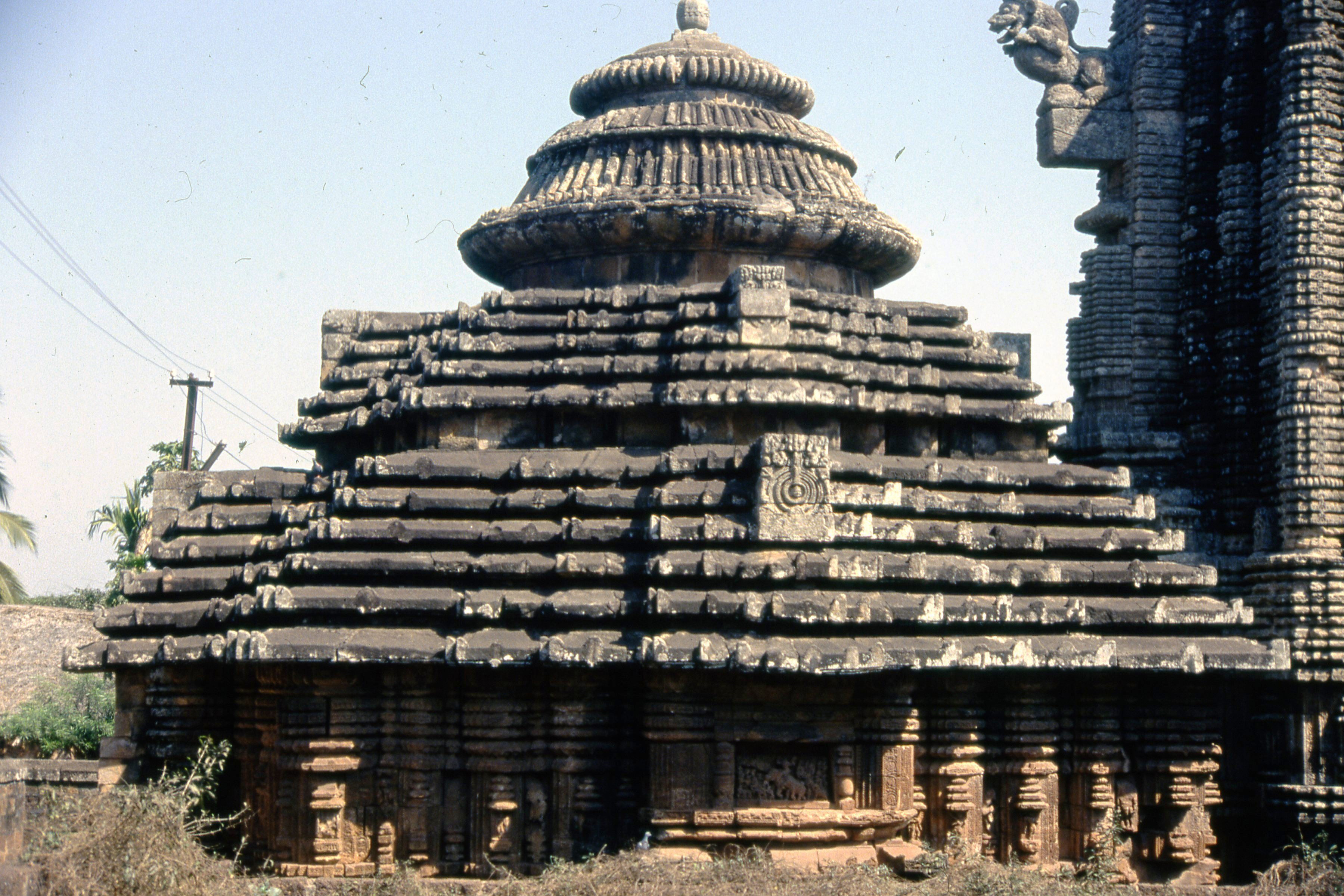
Mandapa i Odisha med form som en klocka, Ghanta

I det hinduiska templet är mandapa en verandaliknande struktur genom (gopuram) (utsmyckad port) och leder till templet. Den används för religiös dans och musik och är en del av det grundläggande tempelkomplxet. Bönesalen byggdes i allmänhet framför templets sanctum sanctorum (garbhagriha). Ett stort tempel skulle ha många mandapa.
Om ett tempel har mer än en mandapa tilldelas var och en för en särskild funktion och ges ett namn som speglar dess användning. Till exempel kallas en mandapa tillägnad gudomligt äktenskap som en kalyana mandapa. Ofta var salen omgiven av pelare och pelarna prydda med invecklade sniderier. I nutida termer representerar den också en struktur inom vilken ett hinduiskt bröllop genomförs. Bruden och brudgummen omger en helig eld som tänds av den tjänstgörande prästen i mitten av mandapa. 

## Klassificering

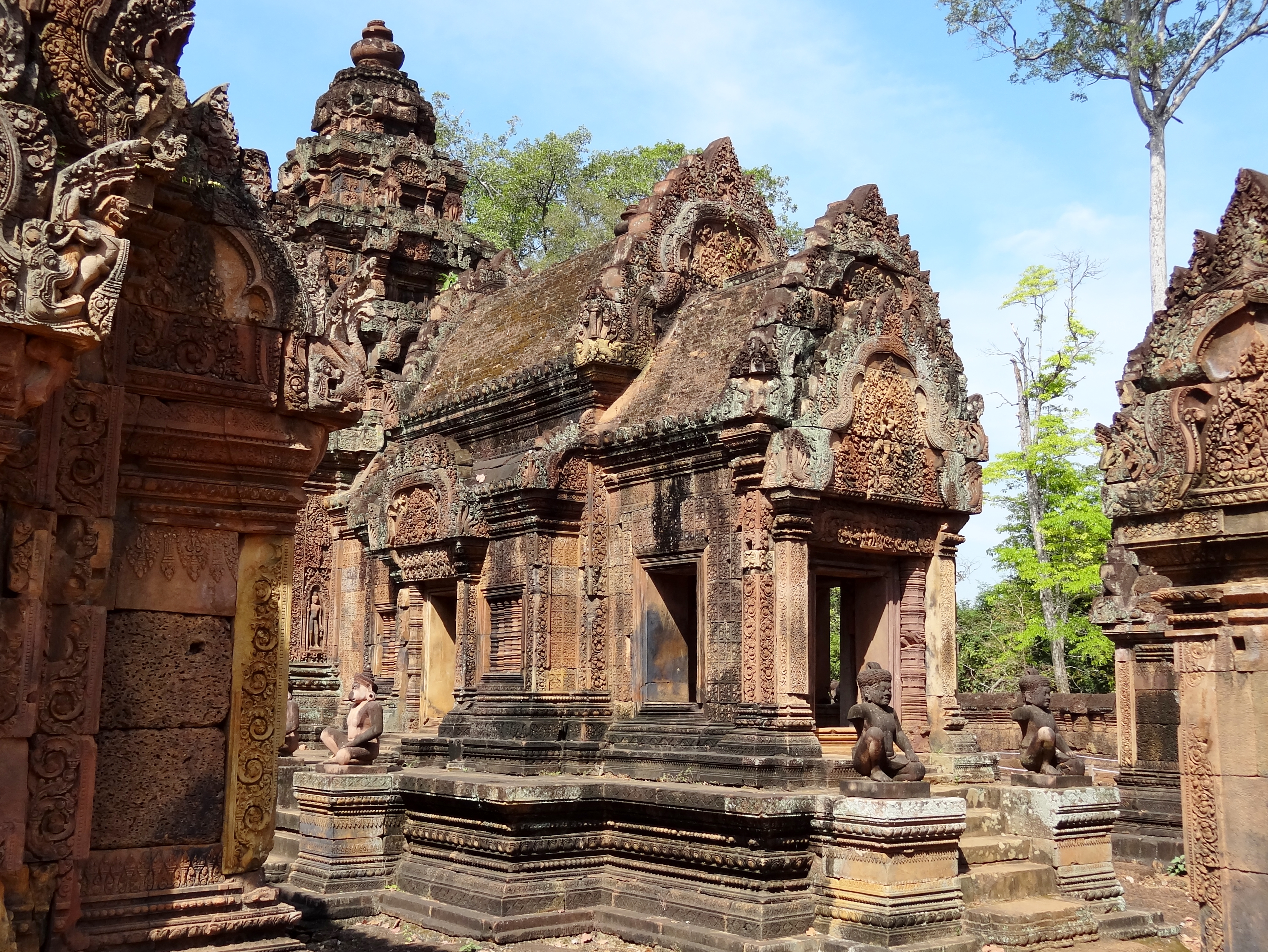
Mandapa av den centrala helgedomen av Banteay Srei -templet, Kambodja

När ett tempel har mer än en mandapa får de olika namn.
- Ardhamandapa (Artha Mandapam eller Ardh Mandapam) – mellanliggande utrymme mellan templets yttre och garba griha (sanctum sanctorum) eller templets andra mandapa

- Asthana Mandapam – samlingslokal

- Kalyana Mandapam – tillägnad rituellt äktenskapsfirande av Herren med gudinnan

- Maha Mandapam – (Maha=stor) när det finns flera mandapa i templet är det störst och högst. Det används för att föra religiösa diskurser. Ibland är maha mandapa också byggd längs en tvärgående axel med en tvärskepp (utbrutna delar längs denna tvärgående axel). På utsidan slutar tvärskeppet med ett stort fönster som ger ljus och friskhet in i templet.

- Nandi Mandapam (eller Nandi mandir) – i Shiva-templen, paviljong med en staty av den heliga tjuren Nandi, som ser på statyn eller Shivas lingam.

- Ranga Mandapa eller rangamandapa – en större mandapa, som kan användas för dans eller drama, med musik

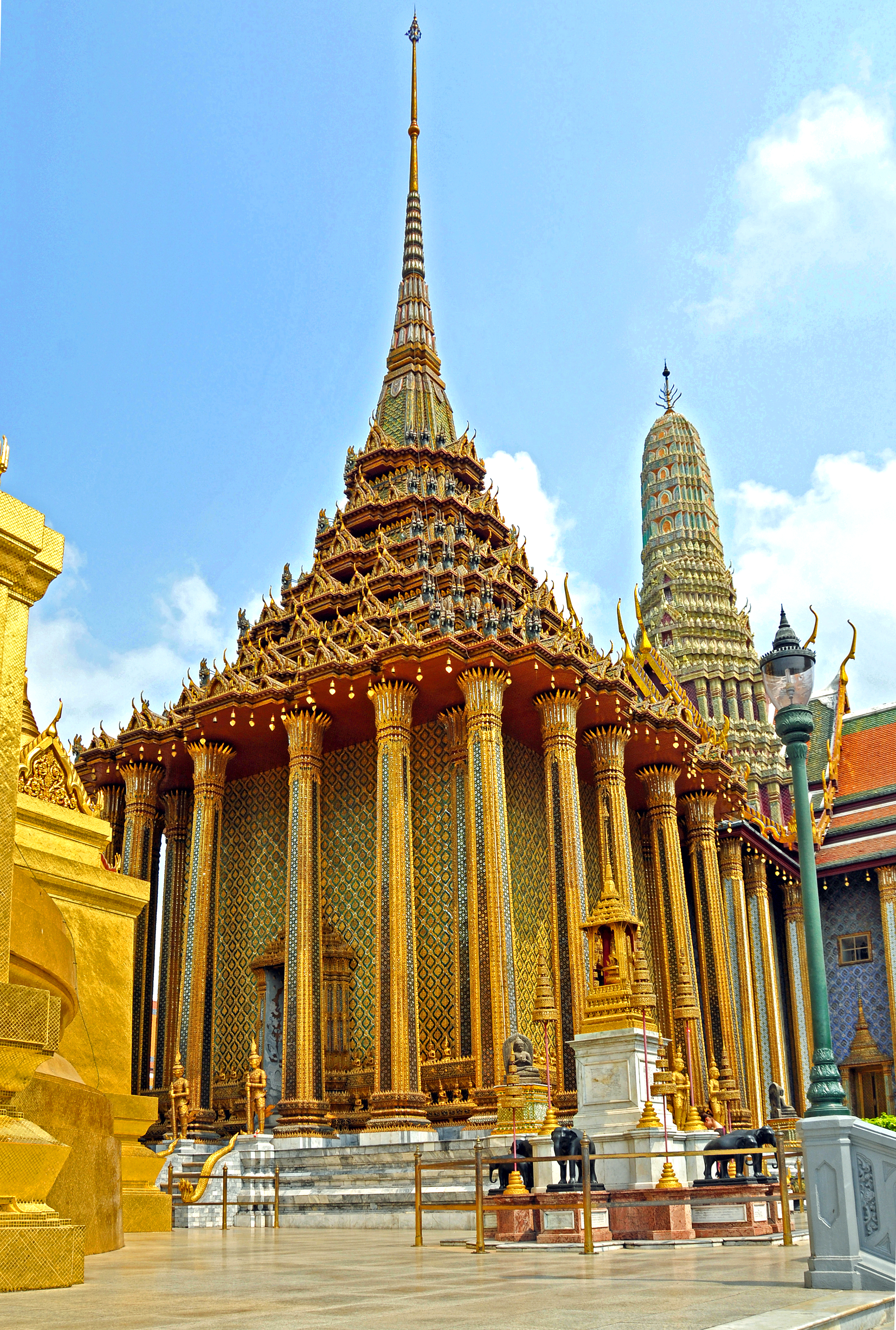
En thailändsk buddhistisk mandapa eller mondop, Wat Phra Kaew, Bangkok

- Meghanath Mandapa

- Namaskara Mandapa

- Öppna Mandapa

## Nomenklatur
På burmesiska är begreppet mandat (မဏ္ဍပ်), som har etymologiskt ursprung i Pali maṇḍapa, en öppen plattform eller paviljong från vilken människor sprutar vatten på förbipasserande under den buddhistiska festivalen Thingyan.
På indonesiska är mandapa känd som en pendhapa (ꦥꦼꦤ꧀ꦝꦥ). Ovanlig, då indonesiska pendopos byggs mest för muslimska samhällen. Många moskéer följer pendopo-designen, med ett lagertak som liknar Mount Meru.
I Khmer uttalas mandapa för att vara mondup (មណ្ឌប) och betyder paviljong. Khmerfolk hänvisar ofta till det som en liten helgedom med högt kronformat torn, dekorerat med utsökta ornament i olika stilar. I Khmer-tempel under Angkor-eran är en mandapa i allmänhet ansluten till det centrala tornet i ett tempel och ligger längsgående till en av varje huvudriktning.
På tamil är denna plattform Aayiram Kaal Mandapam – en distinkt tusenpelare hall nära Koils vimana som utgör en distinkt del av platsplanen för klassisk dravidisk arkitektur.
På thailändska kallas den en mondop (มณฑป). Den finns ofta i thailändsk tempelkonst och arkitektur, antingen i form av en Hor Trai (ett tempelbibliotek) eller som en altarhelgedom som den i Wat Chiang Man i Chiang Mai.

## Galleri

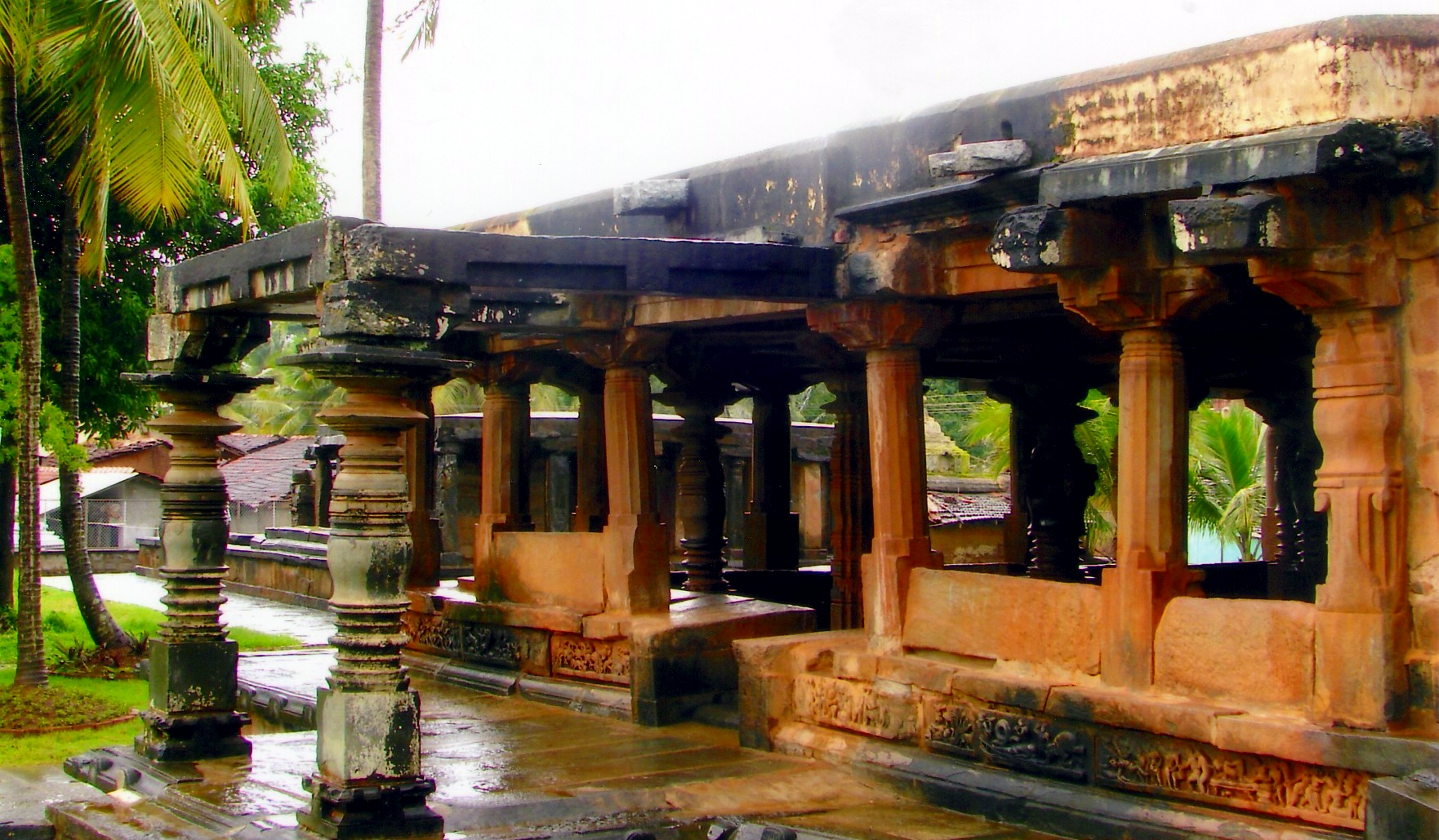
Mandapa  veranda, Shimoga
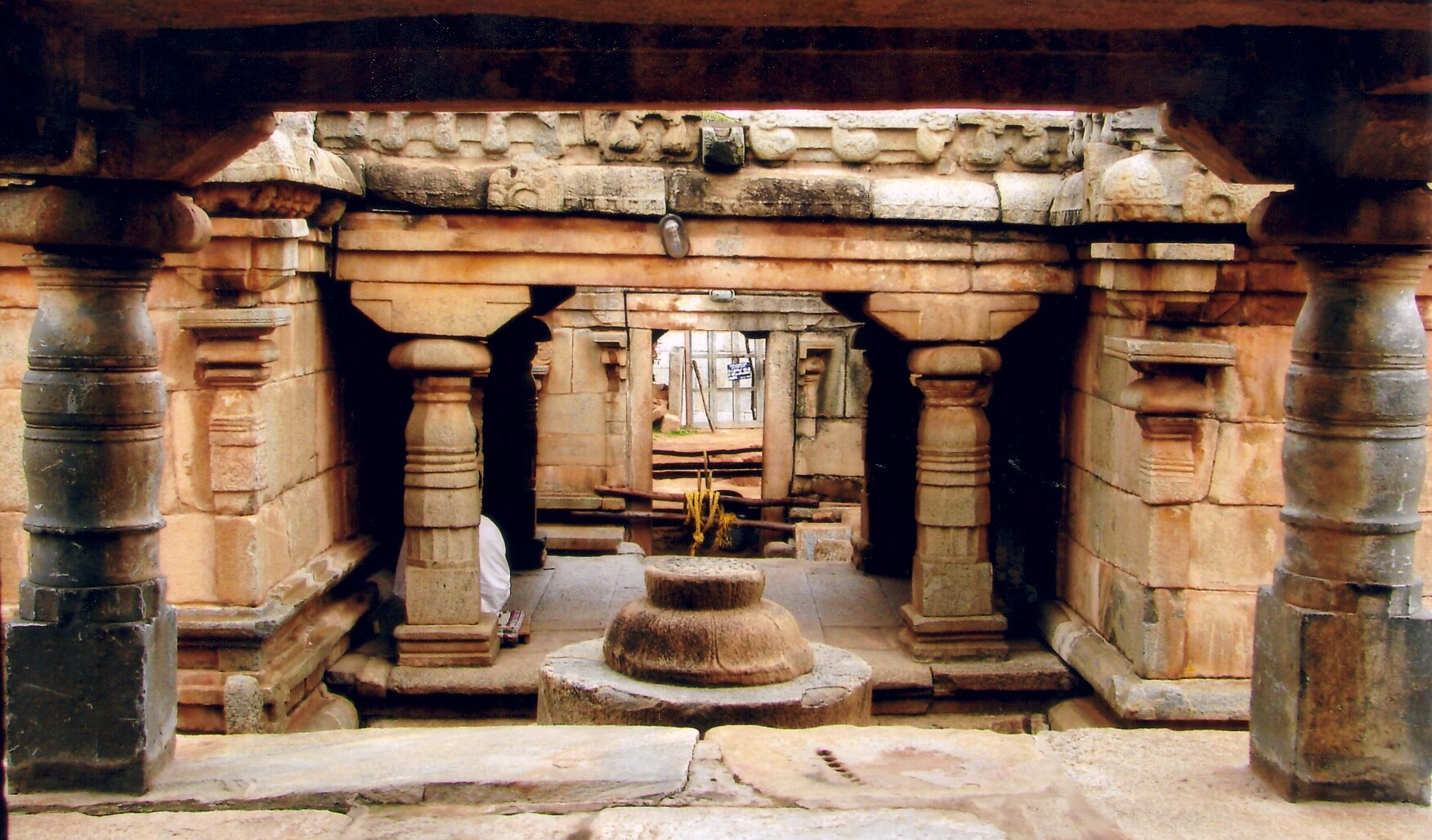
Kambadahalli Ganga mandapa
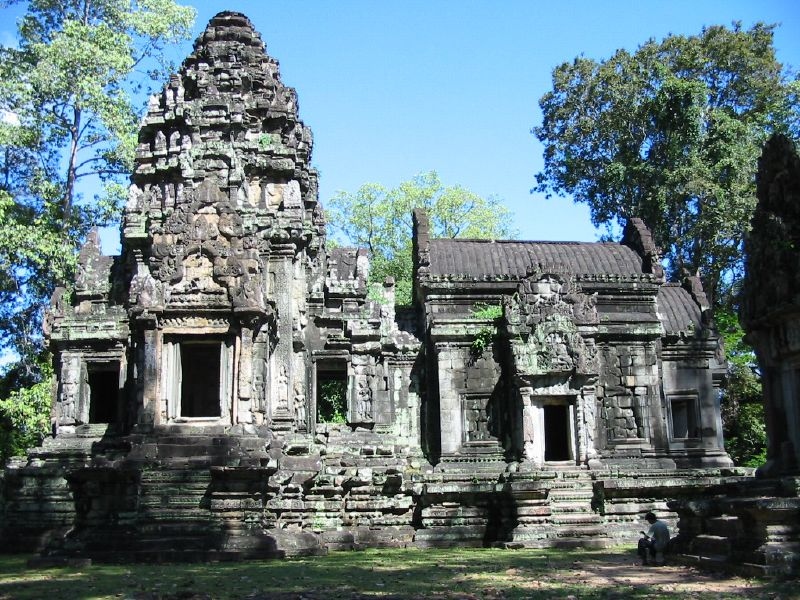
Madapa vid Thommanon-templet  förband dess huvudsakliga helgedomstorn, vänd mot öster, Kambodja
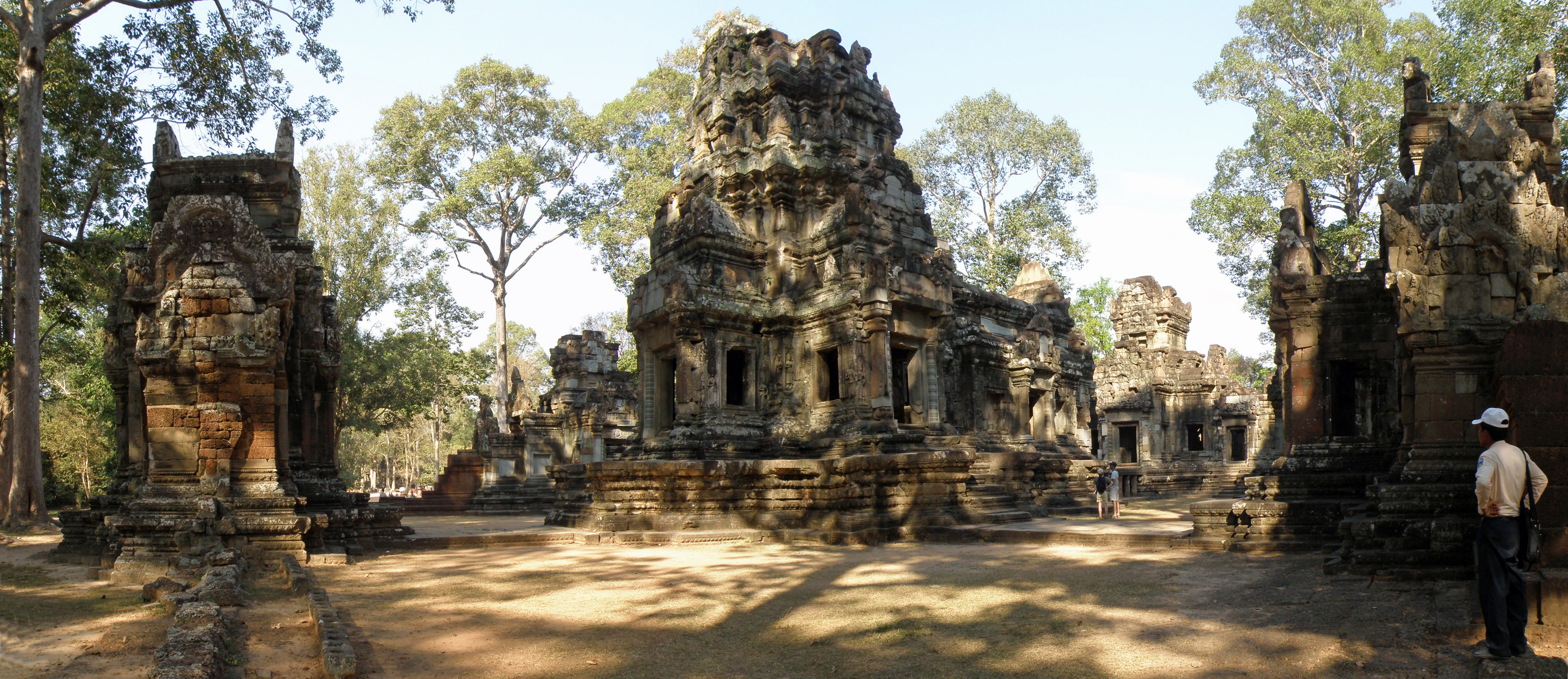
Chau Say Tevodas mandapa och huvudtorn omslutet av dess mur och 4 gopuror, Kambodja
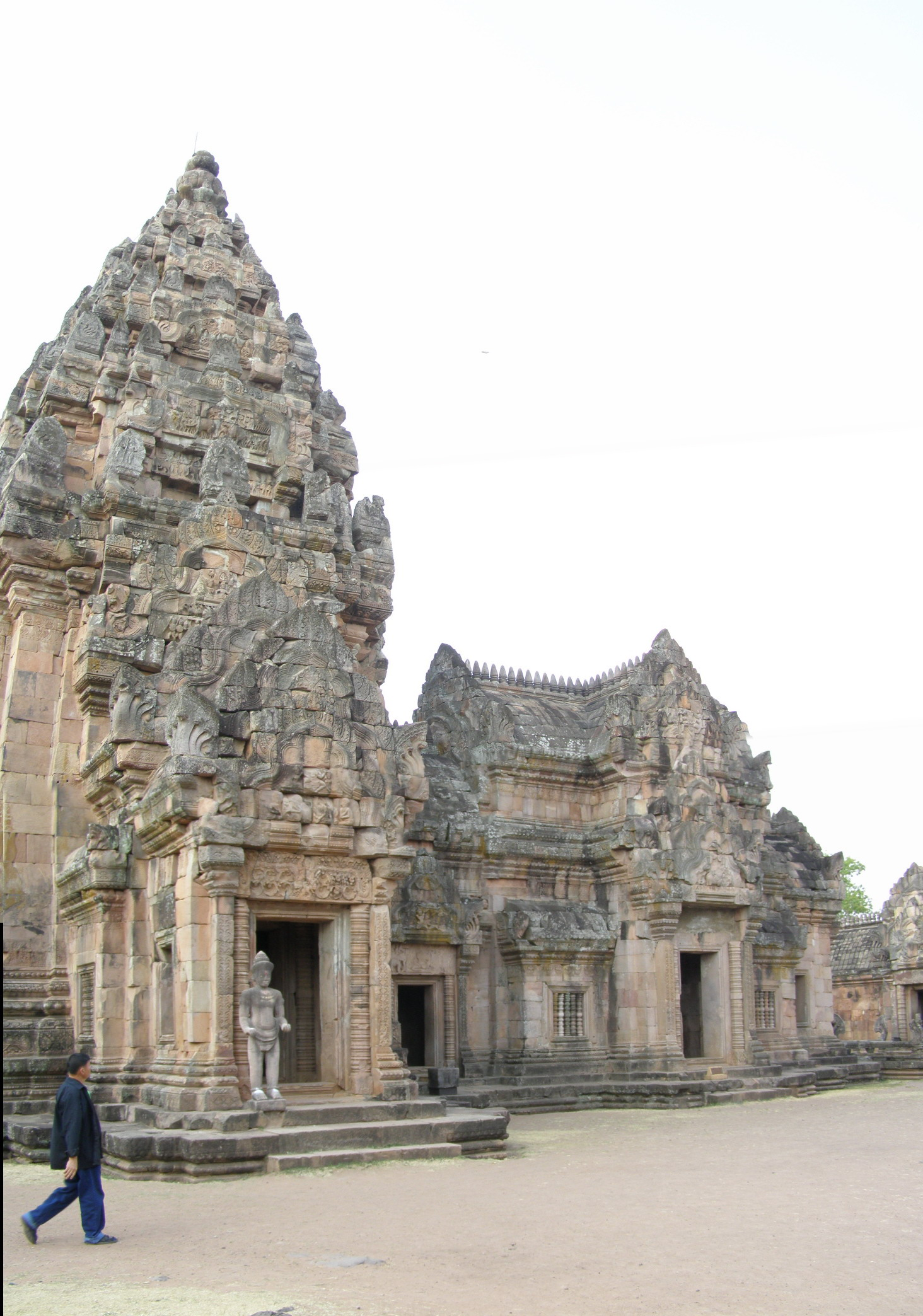
Phanom Rung-templets prang och dess mandapa, Thailand
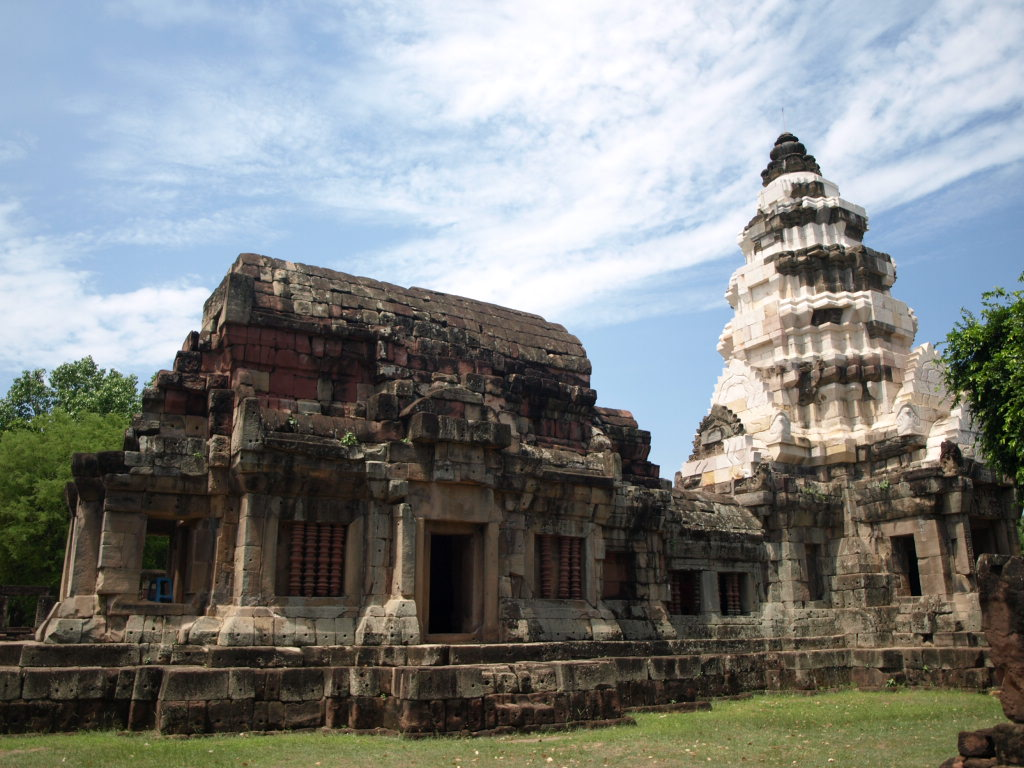
Mandapa av Phanom Wan-templet, Thailand
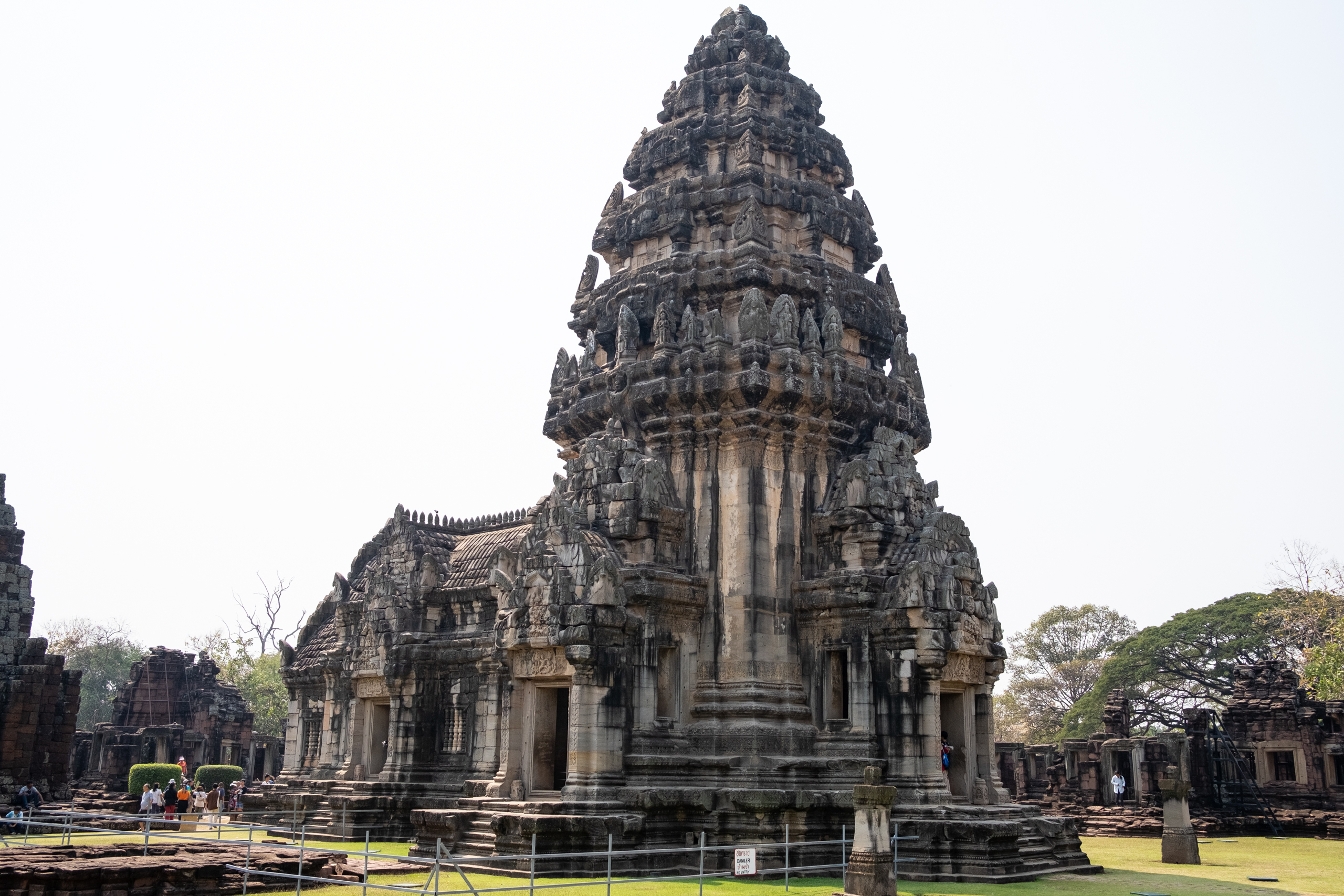
Mandapa och tornet av Phimai-templet, Thailand
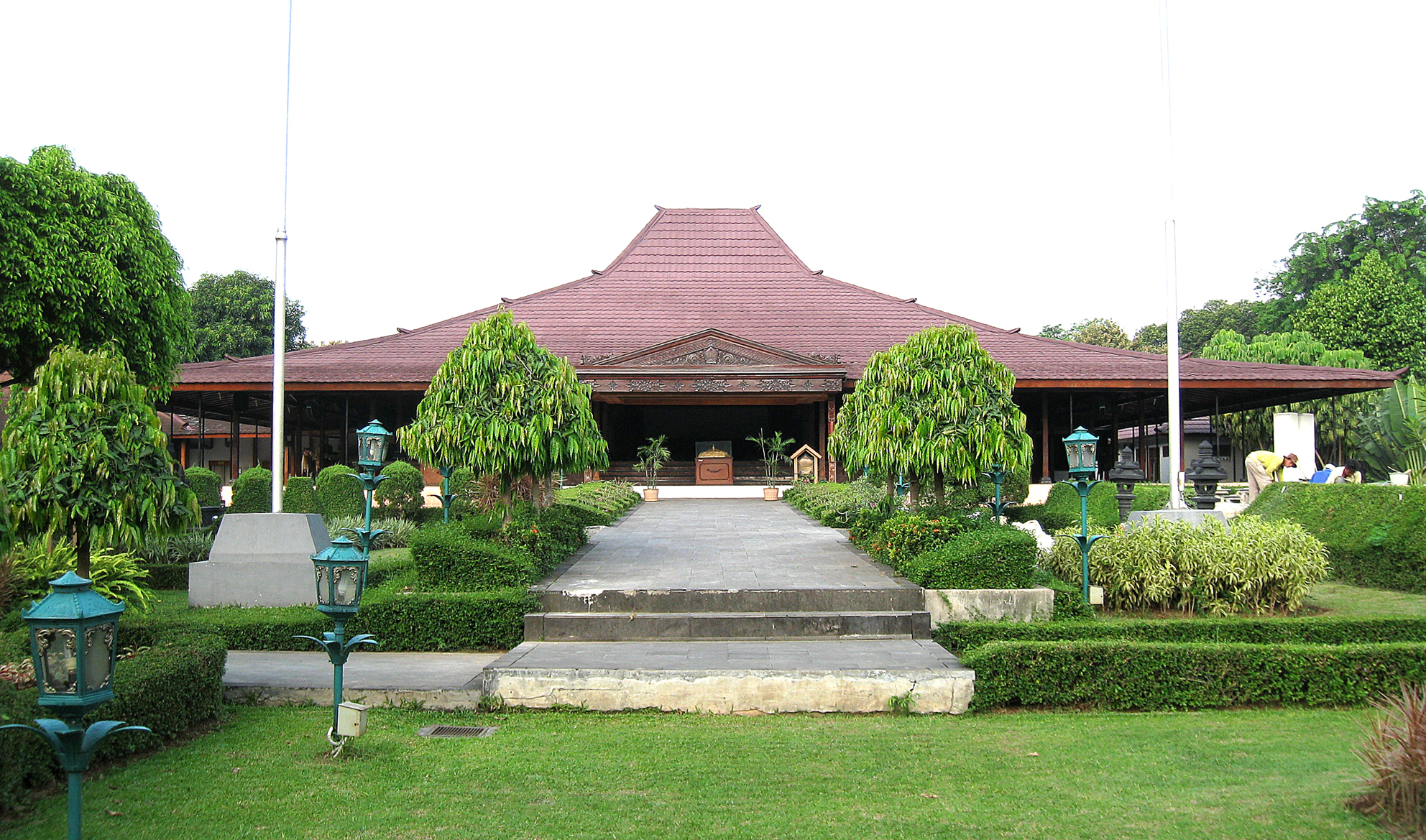
Kunglig pendopo i Java , Indonesien , vanligen påträffad i sultanernas palats
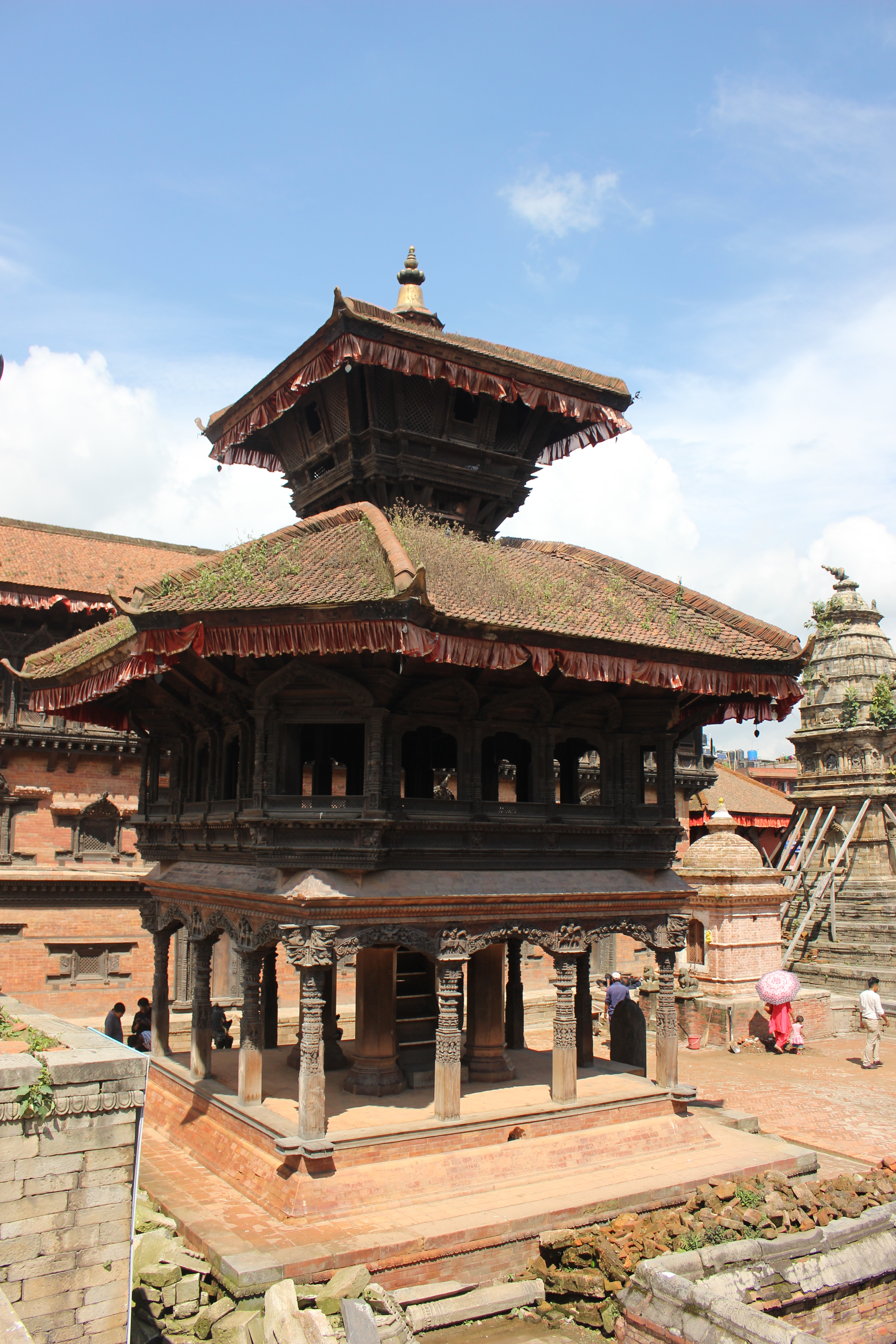
Chyasilin Mandap i Bhaktapur, Nepal
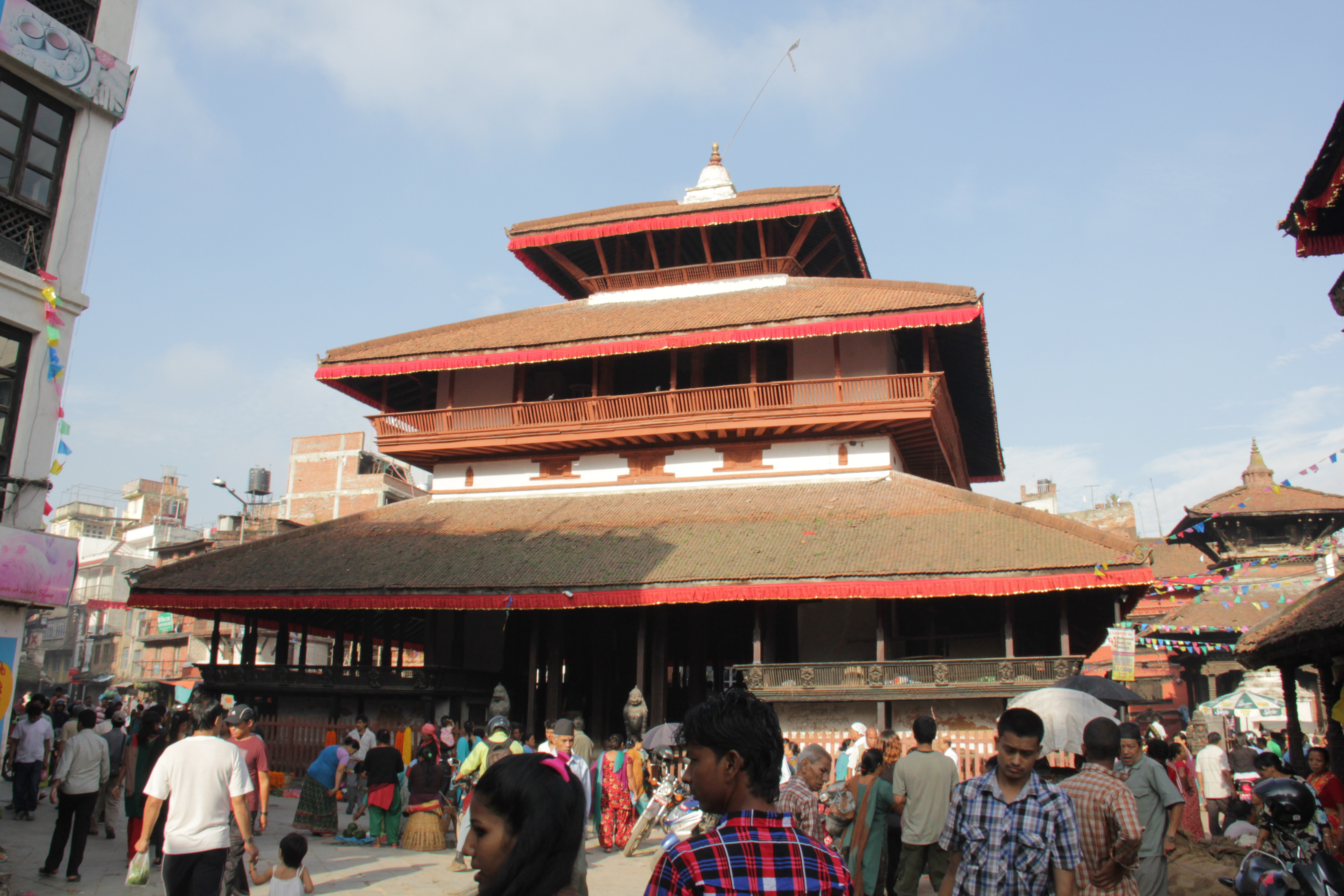
Kasthamandap i Kathmandu, Nepal